# Anoplonyx apicalis
Anoplonyx apicalis är en stekelart som först beskrevs av Carl Gustav Alexander Brischke 1883.  Anoplonyx apicalis ingår i släktet Anoplonyx, och familjen bladsteklar. Arten är reproducerande i Sverige.